# Радован Караджич
Радован Караджич (серб. Радован Караџић; нар. 19 червня 1945, Пєтниця(серб.) у Чорногорії) — сербський політик, колишній президент Республіки Сербської в Боснії. Міжнародний кримінальний трибунал у справах колишньої Югославії звинувачує Караджича у скоєні військових злочинів та геноциду на території колишньої Югославії. З 1995 р. знаходився у розшуку, арештований 21 липня 2008 р.

## Біографія
Радован Караджич народився в с. Петниця біля м. Шавнік у Чорногорії. Під час Другої світової війни його батько Вук Караджич був у лавах четників, які боролися проти німців і партизан Тіто — через це більшість дитинства Радована його батько провів у в'язниці. У 1960 р. Радован із родиною переїхав до Сараєво, щоб продовжити навчання в Сараєвському університеті, де він вивчав психіатрію. У 1974 р. провів рік у Колумбійському університеті в Нью-Йорку на стажуванні. У Сараєво Караджич познайомився зі своєю майбутньою дружиною Ліліаною, у шлюбі народилося двоє дітей: син і дочка. Після закінчення університету він почав працювати психіатром у одній із сараєвських лікарень — спеціалізувався на неврозах та депресії. У Сараєво Караджич також писав вірші, згодом опублікував декілька поетичних збірок.
У ранніх роках Караджич входив до складу Союзу комуністів Югославії, а потім деякий час брав участь у діяльності партії «зелених». Із підйомом національного руху боснійських мусульман і хорватів серйозно зацікавився політикою. У 1990 році став одним із засновників і головою Сербської демократичної партії (СДП), котра виступала за створення Великої Сербії. Після виборів у листопаді 1990 року СДП увійшла до тристороннього уряду Боснії та Герцеговини разом із мусульманами та хорватами. У 1992 р. Боснія і Герцеговина в односторонньому порядку проголосила незалежність від Югославії — і в квітні того ж року почалася громадянська війна між сербами, боснійцями та хорватами. Боснійські серби заявили про створення Республіки Сербської Боснії та Герцеговини, власної держави, на чолі котрої став Караджич.
До кінця 1992 року боснійські серби встановили контроль над більшістю території Боснії і Герцеговини, обложили і обстрілювали Сараєво, яке вважали своєю столицею. Протягом усього боснійського конфлікту 1992—1995 рр. Караджич був на чолі Республіки Сербської у м. Пале на північному сході від Сараєво. У 1995 р. Міжнародний кримінальний трибунал у справах колишньої Югославії висунув звинувачення у військових злочинах та геноциді проти Караджича. Його та генерала Ратко Младича звинувачували в геноциді мусульманського і хорватського населення Боснії. У тому ж році за Дейтонськими угодами Боснія і Герцеговина була поділена на сербську та мусульмансько-хорватську. Після закінчення військових дій Караджич залишався певний час при владі, користувався підтримкою більшості сербів Боснії. Однак під тиском міжнародного трибуналу в Гаазі, який вимагав його екстрадиції, був змушений піти у відставку і переховуватися.
Переховуючись понад десять років у Боснії і Герцеговині та Сербії від гаазького трибуналу, екс-президент часто відвідував корчму в Белграді, де грали на гуслах, там він любив сидіти під власним портретом, який висів на стіні. У текстах народних пісень, які супроводжувалися грою на гуслах, домінувала історична тематика героїзму та спогади про минулу війну проти завоювання Балкан Османською імперією.
Радован Караджич повністю змінив ім'я, вигляд і навіть акцент. Але, на відміну від інших підозрюваних, він не зник із публічного життя, він роздавав візитівки і писав статті у журнали, об'їздив усю Сербію, виступав на публічних заходах із цілительства.

## Арешт
Протягом 13 років місцезнаходження Караджича було невідоме, розшуки сербських та міжнародних сил не дали позитивного результату. Незважаючи на підпільне життя, у 2004 р. Караджич опублікував роман, а у 2005 ще одну збірку віршів. У 2005 р. сили НАТО заарештували сина Караджича — Олександра, а пізніше його жінка Ліліана звернулася із закликом до Радована здатися владі. Питання арешту Караджича було названо однією з передумов для вступу Сербії до Європейського союзу. В 2008 р. місцезнаходження Караджича було встановлене за допомогою міжнародних розвідувальних служб. 21 липня 2008 р. сербські правоохоронні органи сповістили, що Караджич був арештований і утримувався у в'язниці в очікуванні екстрадиції до Гаазького суду. За даними спеціального підрозділу з військових злочинів, його спіймали завдяки дзвінкам до оточення його сім'ї. За цими людьми слідкували більш півроку. Згідно з заявою адвоката Р. Караджича, арешт відбувся 18 липня 2008 року. До арешту Радован Караджич мешкав у Белграді під псевдонімом Драган Дабич, займався лікуванням методами нетрадиційної медицини хворих на депресію та сексуальні дисфункції, дописував до професійних видань. Під час затримання Караджич пропонував парапсихологічні послуги.
Перед судом Караджич наполягав, що має імунітет проти переслідування, який йому в обмін на відхід із політики обіцяв американський дипломат Річард Голбрук і зажадав розсекретити документи про його переговори з американським дипломатом. У кінці червня 2009 року Держдепартамент США опублікував текст переговорів Голбрука із сербською владою, на яких обговорювалася доля Караджича. У заяві Держдепартаменту мовилося, що ані Голбрук, ані хтось з американських дипломатів не мав повноважень для укладення подібних оборудок, а сам Караджич неправильно трактував доказову цінність цих переговорів.
Міжнародний кримінальний трибунал у справах колишньої Югославії в жовтні 2009 року остаточно відмовив колишньому лідерові боснійських сербів Радовану Караджичу в імунітеті.

## Трибунал

### Екстрадиція і перше слухання
О 3:45 за місцевим часом Караджич був екстрадований до Гааги. З будівлі Окружного суду виїхав кортеж автомобілів, в якому знаходився Караджич. Його посадили в літак сербської авіакомпанії, який вилетів у бік Нідерландів і приземлився в аеропорту Роттердама. Звідти до в'язниці Трибуналу в Схевенінгені колишній лідер боснійських сербів був доставлений на гелікоптері. На першому слуханні Караджичу висунули звинувачення за 11 пунктами:
| - Геноцид; - Співучасть у геноциді; - Винищення людей як злочин проти людяності; - Вбивства як злочини проти людяності; - Вбивства як порушення законів або звичаїв війни; - Навмисні вбивства як порушення Женевських конвенцій; | - Переслідування за політичними, расовими і релігійними мотивами; - Депортації як злочин проти людяності; - Інші негуманні дії; - Тероризування цивільного населення; - Взяття заручників. |

В обвинувальному висновку йдеться:
«У період між 1 липня 1991 року і 30 листопада 1995 року Караджич, діючи індивідуально і у взаємодії з іншими, включаючи Момчило Країшника і Біляною Плавшич, брав участь у скоєнні злочинів з метою домогтися контролю над районами Боснії і Герцеговини, які були проголошені частиною Сербської Республіки… Для досягнення цієї мети керівництво боснійських сербів, включаючи Радована Караджича, Момчило Країшника, Біляною Плавшич і інших, ініціювало і здійснювало дії, які включають створення нестерпних умов життя, переслідування і терористичну тактику, яка мала змусити несербів покинути ці райони; депортацію тих, хто не хотів цього робити; ліквідацію інших».

На суді Радован Караджич прочитав свою чотиристорінкову заяву, в якій заявив:
|  | «Я боявся, що буду фізично ліквідований через угоди з колишнім спецпредставником США Річардом Голбруком. Я не ставлю під сумнів правомочність суду, а лише хочу пояснити, чому я тут не з'явився у 1996, 1997 або у 1998 році, коли я збирався добровільно здатися владі. Весь цей час за мною полювали для того, щоб ліквідувати, а не заарештувати. Все це тягнеться з 1996 року, коли мої представники отримали від Голбрука пропозиції адміністрації США» |

### Історія з Голбруком
Поставши перед Гаазьким трибуналом, Караджич знову озвучив твердження про угоду між ним і головним переговірником ООН по Боснії Річардом Голбруком:

Зобов'язання.
РК (Радован Караджич) зобов'язується піти у відставку зі всіх державних і партійних посад. Рішення вступає в силу в протягом 90-денного терміну, який потрібен для обговорення необхідних деталей з іншим керівництвом. Відставка повинна бути безповоротно… Караджич повинен чинити тиск на керівників і партії, щоб полегшити відставку і зміни в ієрархії.
… 3. Радован Караджич іде з суспільного життя. Це має на увазі відмову від інтерв'ю, заяв (особистих або через посередника), відмова від заяв… (нечітко написано) політичних та актуальних проблем.
Зобов'язання 2.
1. Уряд США зобов'язується не чинити тиску, прямого або непрямого, на керівництво СДС (Српска демократска Странка) в сенсі розформування цієї партії.
2. Уряд США надає в розпорядження РК суму у $ 600 000 на місцевій валюті. Сума призначена для збереження нинішнього способу життя РК і на поточні витрати протягом 6 років.
3. Уряд США надає у розпорядження РК об'єкт-резиденцію в місці, яке погоджено в ході попередніх усних переговорів.
4. Уряд США надає для забезпечення фізичної безпеки РК не менше 6 чоловік.
5. Уряд США має сповіщати Караджича про будь-які можливі загрози його безпеці.
Радован Караджич, Річард Голбрук.

Колишній боснійський міністр закордонних справ М. Сакірбей заявив газеті «Dnevni», що він дізнався про угоду від глави місії ОБСЄ, дипломата Р. Фроуїка, влітку 1996 року.

### Судовий процес
Суд над Караджичем почався в листопаді 2009 року, але слухання декілька разів переносилися на прохання обвинуваченого. Колишній лідер сербів вимагав надати йому більше часу на ознайомлення з матеріалами справи. Одночасно він звинувачував суд у некомпетентності. Процес відновився 13 квітня 2010 року, після того, як колишньому президенту Республіки Сербської було відмовлено у черговому відтермінуванні.
28 червня 2012 року суд зняв із Радована Караджича одне зі звинувачень у геноциді. Прокуратура не представила достатніх доказів того, що дії сербських формувань у боснійських містах у 1992—1995 роках були геноцидом. Проте Караджич все ще звинувачується в геноциді у Сребрениці, у злочинах проти людяності і в порушенні законів і звичаїв війни.

### Вирок
24 березня 2016 року Міжнародний трибунал по колишній Югославії засудив Радована Караджича до 40 років в'язниці за військові злочини і геноцид, скоєні під час боснійської війни 1992—1995 років. Зокрема, суд визнав Караджича відповідальним за організацію масового вбивства мусульман у Сребрениці у 1995 році. Караджич також визнаний винним в організації нападів на мирних жителів і у вбивствах під час облоги міста Сараєво. При цьому суд вирішив зняти з екс-лідера боснійських сербів одне з двох пред'явлених йому звинувачень у геноциді.
23 квітня 2018 року Радован Караджич подає апеляцію на винесений йому раніше вирок у 40 років ув'язнення в суді Організації Об'єднаних Націй у Гаазі.
20 березня 2019 року Міжнародний залишковий механізм для кримінальних трибуналів посилив вирок колишньому лідерові боснійських сербів Радовану Караджичу із 40 років в'язниці до довічного ув'язнення.